# Орлов, Николай Люцианович
Николай Люцианович Орлов (род. 12 июня 1952) — советский и российский герпетолог. Исследователь фауны Юго-восточной Азии, в том числе Северного Аннама.

## Биография
В 1970—1978 годах работал в отделе герпетологии Ленинградского зоопарка. С 1978 сотрудник лаборатории орнитологии и герпетологии Зоологического института АН СССР.
В 1985 году окончил Ленинградский педагогический институт. В 1997 году младший научный сотрудник, в 2021 ведущий научный сотрудник ЗИН РАН.
В 2006 году защитил диссертацию на соискание степени кандидата биологических наук по теме «Фауна амфибий Вьетнама: распространение, таксономическое и экологическое разнообразие», руководитель И. С. Даревский.

### Членство в научных обществах
- Герпетологическое общество им. А. М. Никольского (с 2000), (член Президиума с 2015)[3]
- Европейское герпетологическое общество[4]

### Членство в редакционных коллегиях научных журналов
- «Russian Journal of Herpetology»[5]
- «Современная герпетология»[6]
- «Asian Herpetological Research (AHR)»[7]
- «RusTerra Magazine»

## Таксоны, названные в его честь
- Rhacophorus orlovi Ziegler & Köhler, 2001
- Vipera orlovi Tuniyev & Ostrovskikh, 2001
- Bronchocela orlovi Hallermann, 2004

## Автор и соавтор таксонов
1. Amolops spinapectoralis
2. Boiga bengkuluensis
3. Boiga tanahjampeana
4. Boiga ranawanei
5. Calamaria abramovi
6. Cyrtodactylus phuocbinhensis
7. Cyrtodactylus puhuensis
8. Cyrtodactylus taynguyenensis
9. Diploderma ngoclinense[8]
10. Gekko ulikovskii
11. Gloydius angusticeps
12. Goniurosaurus bawanglingensis
13. Goniurosaurus huuliensis
14. Gonydactylus markuscombaii
15. Gonydactylus martinstolli
16. Goniurosaurus murphyi
17. Gracixalus supercornutus
18. Hebius leucomystax
19. Kurixalus ananjevae
20. Kurixalus baliogaster
21. Leptobrachium banae
22. Leptobrachium ngoclinhense
23. Leptobrachium xanthospilum
24. Leptolalax nahangensis
25. Leptolalax pyrrhops
26. Leptolalax sungi
27. Leptolalax tuberosus
28. Microhyla arboricola
29. Microhyla darevskii
30. Microhyla minuta
31. Microhyla pineticola
32. Microhyla pulchella
33. Natrix megalocephala
34. Ophryophryne elfina
35. Opisthotropis daovantieni
36. Protobothrops maolanensis
37. Protobothrops sieversorum
38. Protobothrops trungkhanhensis
39. Scincella darevskii
40. Scincella devorator
41. Scincella rara
42. Sphenomorphus cryptotis
43. Sphenomorphus tetradactylus
44. Sphenomorphus yersini
45. Triceratolepidophis
46. Tropidophorus boehmei
47. Tropidophorus latiscutatus
48. Tropidophorus matsuii
49. Tropidophorus murphyi
50. Rana attigua
51. Rana bacboensis
52. Rana banaorum
53. Rana daorum
54. Rana hmongorum
55. Rana megatympanum
56. Rana morafkai
57. Rana trankieni
58. Varanus nesterovi